# ب‌ام‌و ۳۲۱
ب‌ام‌و ۳۲۱ (BMW ۳۲۱) خودرویی است که در سال‌های ۱۹۳۸ تا ۱۹۴۱، تولید شده‌است.
طراحی آن توزیع نیروی پیشران بوده طول آن در حالت طبیعی ۴٬۵۰۰ میلیمتر (۱۸۰ اینچ)، عرض آن در حالت طبیعی ۱٬۵۴۰ میلیمتر (۶۱ اینچ)، ارتفاع آن در حالت طبیعی ۱٬۵۸۰ میلیمتر (۶۲ اینچ) و وزن آن در حالت طبیعی ۱٬۰۰۰ کیلوگرم (۲٬۲۰۰ پوند) است.
موتور آن ۱۹۷۱ سی‌سی سامانه جعبه‌دندهٔ آن به صورت دستی است.